# Pantolambda
Pantolambda es un género extinto de mamíferos pantodontes que vivió durante en el período Paleoceno Medio de Norteamérica.
Tenía el tamaño de una oveja y la apariencia de un felino, pero era herbívoro y poseía uñas similares a pezuñas; poseía cinco dedos en cada extremidad. Los dientes tenían estructura selenodonta, es decir que las crestas de esmalte tenían forma de media luna. Era robusto e incapaz de trepar a los árboles.

## Especies
- Pantolambda bathmodon - Nuevo México
- Pantolambda cavirictum - Nuevo México
- Pantolambda intermedium - Montana

- Datos: Q1093139
- Multimedia: Pantolambda / Q1093139
- Especies: Pantolambda